# Аязма
Аязма (груз. აიაზმა) — село в Грузии, на территории Цалкского муниципалитета края (мхаре) Квемо-Картли.

## География
Село находится в юго-восточной части Грузии, к югу от реки Храми, на расстоянии приблизительно 14 километров (по прямой) к западу от города Цалка, административного центра муниципалитета. Абсолютная высота — 1568 метров над уровнем моря.

## Население
По результатам официальной переписи населения 2014 года в Аязме проживало 415 человек (192 мужчины и 223 женщины). В национальной структуре населения армяне составляли 99,5 %.
| Год  | Население, человек |
| ---- | ------------------ |
| 2002 | 595                |
| 2014 | ↘ 415              |